# St. Otmar (Rauhenzell)

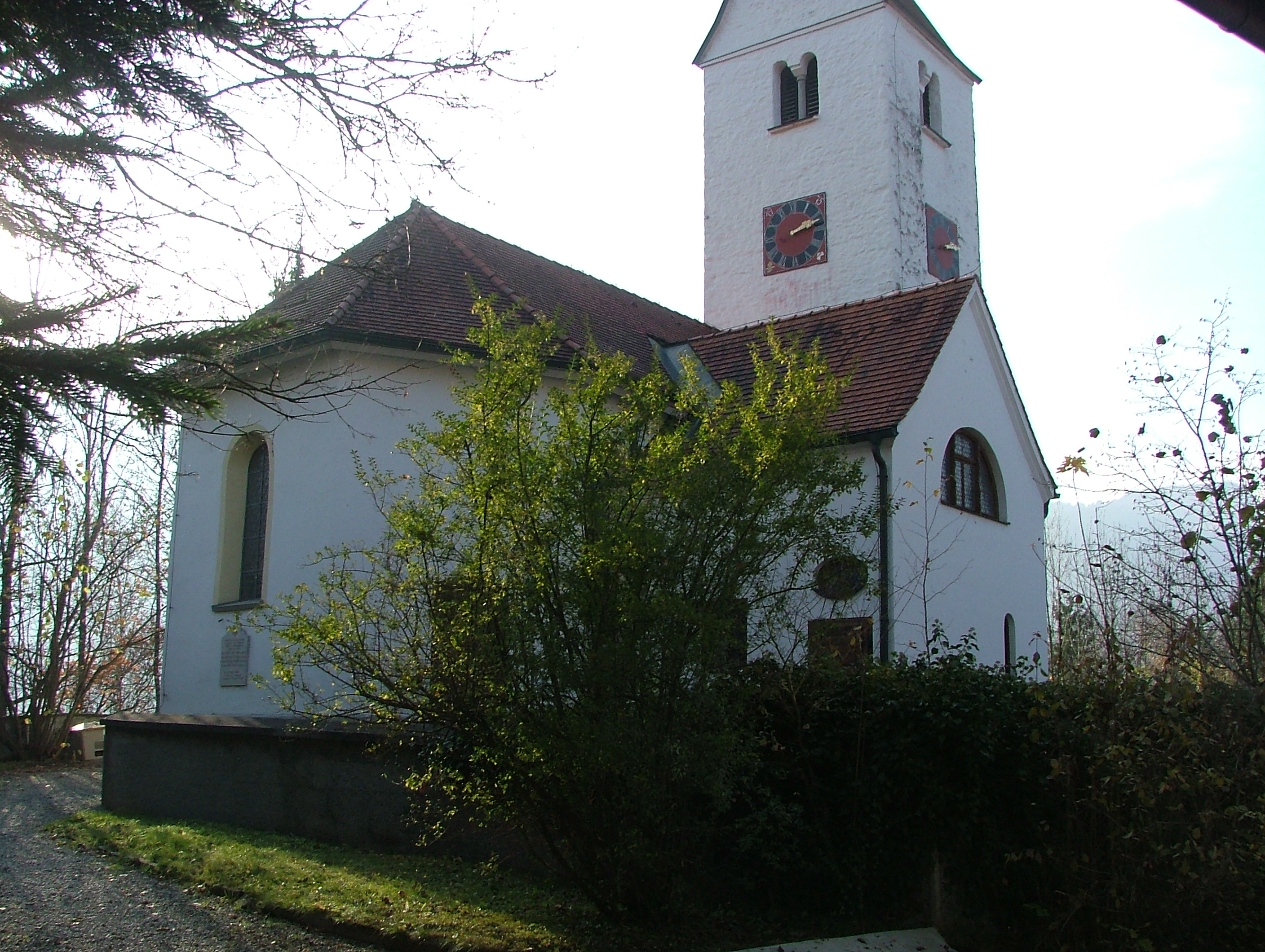
St. Otmar in Rauhenzell

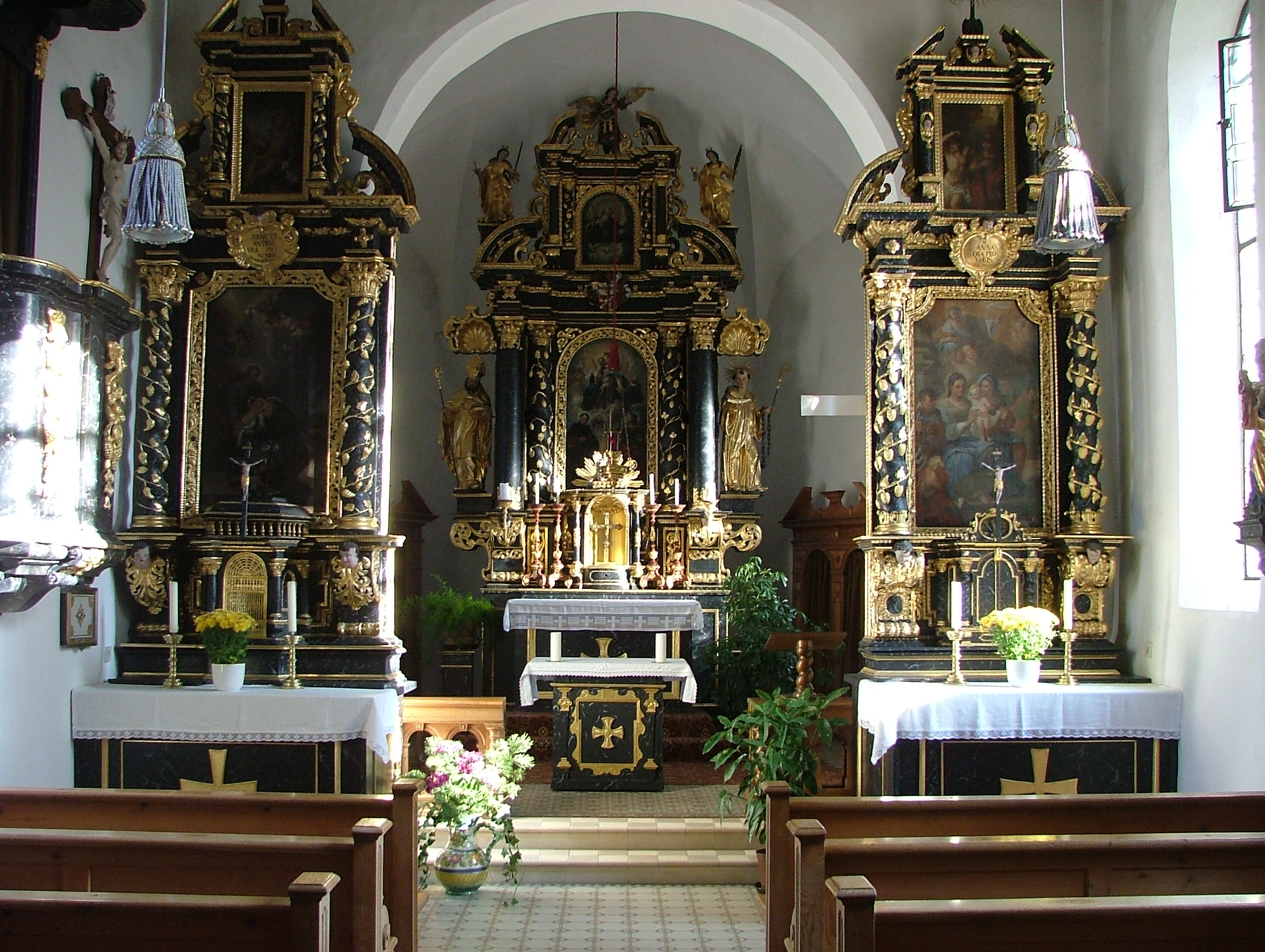
Innenraum

Die römisch-katholische Pfarrkirche St. Otmar, die nach Otmar von St. Gallen benannt ist, steht in Rauhenzell, einer Gemarkung der Stadt Immenstadt im Allgäu im Landkreis Oberallgäu in Bayern. Das Bauwerk ist in der Liste der Baudenkmäler in Immenstadt im Allgäu als Baudenkmal unter der Nr. D-7-80-124-61 eingetragen. Die Pfarrei gehört zum Dekanat Sonthofen des Bistums Augsburg.

## Beschreibung
Das romanische Langhaus der Saalkirche und der Kirchturm im Westen wurden im Kern im 13. Jahrhundert erbaut. Der dreiseitig geschlossene Chor stammt aus dem späten 15. Jahrhundert. 1693/94 erfolgte ein barocker Umbau durch Jakob Schneider. Der Kirchturm enthält hinter den als Biforien gestalteten Klangarkaden den Glockenstuhl, das Geschoss darunter die Turmuhr. Darauf sitzt ein Satteldach. 
Der Innenraum des Langhauses ist mit einer Kassettendecke überspannt, der des Chors im Osten mit einem Stichkappengewölbe. Das Altarretabel des Hochaltars wurde 1697 von Matthäus Zehender bemalt. Franz Georg Hermann hat 1717 die Heilige Sippe in einem Gemälde dargestellt. Die Kanzel aus Stuckmarmor wurde 1718 geschaffen. 1985 wurde eine Orgel von der Orgelbau Schmid aufgestellt.